# Oncidium hapalotyle
Oncidium hapalotyle är en orkidéart som beskrevs av Rudolf Schlechter. Oncidium hapalotyle ingår i släktet Oncidium och familjen orkidéer. Inga underarter finns listade i Catalogue of Life.